# Моран, Патрисия
Мария Бланка Каридад Огилвие Кларк Пералта, более известная как Патрисия Моран (исп. María Blanca Caridad Ogilvie Clark Peralta, mas conocido como Patricia Morán) (10 сентября 1925, Тампико, Тамаулипас, Мексика — 24 октября 2022, Мехико Мексика) — мексиканская актриса театра и кино, государственный деятель и мастер дубляжа, актриса Золотого века мексиканского кинематографа. По момент своей смерти оставалась одной из последних живых актрис данной эпохи.

## Биография
Родилась 10 сентября 1925 года в Тампико. В мексиканском театре дебютировала  в начале 1940-х годов, а в мексиканском кинематографе дебютировала в 1946 году и с тех пор снялась в 29 работах в кино и телесериалах. В этом плане она выделилась в труппе «Идеального театра», где сыграла в нескольких ролях в ряде спектаклей вместе с Рафаэлем Банкельсом и Сильвией Пиналь. Спектакли  длились короткими сезонами, иногда длившимися менее недели. В 1950 году она участвовала в фильме «Другая весна», в котором главную роль сыграла Либертад Ламарке. Благодаря этому фильму она была номинирована на премию Ариэль в 1951 году в категории за лучшую женскую роль, однако потерпела поражение. Её карьера продолжала развиваться с течением времени и эпохи Золотого века мексиканского кинематографа с такими фильмами, как «Дежурный доктор» (1950), «Любовь — не дело» (1950), «Великая жертва» (1950), «Девушки в униформе» (1951), «Близко к небесам» (1951) и «Две жизни» (1951). На премьере этого последнего упомянутого фильма она какое-то время оставалась вдали от мира развлечений, пока не вернулась в 1958 году с теленовеллой «Гутьерритос», второй телевизионной постановкой такого типа, снятой в Мексике, после чего переключилась на телесериалы, однако в 1962 году снялась в фильме «Ангел-истребитель», ставшего одним из самых важных фильмов в её карьере. В 1959 году актриса была удостоена премии Национального конкурса мексиканского телевидения  в номинации лучшая актриса.
Кроме того, с 1960 по 1964 год она вернулась к работе в театре, будучи частью состава «Совета по эксплуатации театров IMSS». Кроме того, в 1966 году он участвовал в двух пьесах, поставленных Алехандро Ходоровски, это были «Перекресток» и «Дама на балконе». В качестве актрисы дубляжа в 1963 году она участвовала в радиомыльной опере «Калиман - Profanadores de tumbas», сыграв роль Джейн Фаррелл.
Упоминалось, что ее первым мужем был человек по имени Родольфо Аргуэльо Рамирес, о котором известно очень мало, но считалось, что он родился примерно в 1921 году в Мехико и скончался 12 июля 1994 года в возрасте 73 года в Чикаго, Кук, Иллинойс, США. В 1968 году актриса вышла замуж во второй раз, на этот раз за губернатора штата Чиуауа Оскара Флореса Санчеса, что сделало её первой леди штата Чиуауа, Данную почётную должность актриса занимала до 1974 года. Завершив свою работу в качестве первой леди Чиуауа, актриса занимала должность первого заместителя директора, а затем директором Национальной системы комплексного развития семьи (Национальная система DIF) с 1976 по 1982 год. Ассоциация, основанная первой леди штата Чиуауа Кармен Романо, должна была оказывать помощь и защиту несовершеннолетним с низкими доходами в Мексике. По окончании своей должности чиновника DIF она решила не возвращаться к актерской деятельности и вместо этого предпочла вести себя сдержанно вдали от мира искусства.
20 ноября 1986 года ее муж Оскар скончался в возрасте 79 лет. 44 года спустя она снова вернулась в кино, но только в качестве ассистента по производству испанского короткометражного фильма 2014 года под названием «Кастинг». Ее участие в этом производстве весьма загадочная, поскольку она фигурирует в титрах, и она единственная женщина с таким именем, которая при ее поиске проверяет, что она работала в кино и на телевидении, но это тоже сомнительно, так как к тому времени ей было 89 лет.
Скончалась 26 октября 2022 года в Мехико.

## Фильмография

### Актриса

#### Телесериалы
- 1958 — Гутьерритос — Елена.
- 1963 —
  - Пабло и Елена
  - Эгоистичные матери
- 1964 — Большой театр
- 1965 — Сеятельница
- 1966 — 
  - Боль любви
  - Любовь и высокомерие
- 1967 — За каменной стеной
- 1968 — Аурелия

#### Фильмы
- 1946 — 
  - Женщины для всех — Анхелика.
  - Кровавые слёзы — Алисия.
  - Сакраменто Роуд — Блондинка на танцах, нет в титрах
  - Современная девственница
- 1947 — Милый друг — Сусана.
- 1948 — Я твой отец — Элиса.
- 1949 —
  - Согласился чёрный — Марта.
  - Сорина — Роса Мария.
- 1950 —
  - Доктор по вызову — Кармен Росадо, умирающая пациентка
  - Ещё одна весна — Кристина.
  - Любовь это не бизнес — Сусана.
  - Опасный возраст — Патрисия.
- 1951 —
  - Близко к небесам — Кристина.
  - Девушки в униформе
- 1962 — 
  - Ангел-истребитель
  - Если бы я был миллионером
- 1968 — Ромео против Джульетты — Мама Родольфо.
- 1969 — Хулиган
- 1970 — Почему я родился женщиной? — Тётя Доро[6].

### Продюсер

#### Фильмы
- 2014 — Кастинг

## Театральные работы
- 1948 —
  - Я отправляюсь в путь[7]
  - Я хочу прожить свою жизнь[8]
- 1954 — Летнее удовольствие[9]
- 1958 — Безумная любовь[10]
- 1960 — Украденные часы[11]
- 1961 — Запах святости[12]
- 1962 —
  - Игра королев[13]
  - Рыцари Круглого стола[14]
  - Сирано де Бержерак[15]
  - Троянские женщины[16]
- 1963 — Мать Кураж[17]
- 1964 —
  - Буря[18]
  - Пер Гюнт[19] — Солвеиг.
- 1965 — Ромул Великий[20]
- 1966 —
  - Дама на балконе[21]
  - Перекерёсток[22]
  - Школа шутов[22]
- 1968 — 
  - Королева и повстанцы[23]
  - Минута молчания[24]
  - Это странное животное[25]